# Włocławek
Włocławek é uma cidade da Polônia, na voivodia da Cujávia-Pomerânia. Estende-se por uma área de 84,32 km², com 110 287 habitantes, segundo os censos de 2019, com uma densidade de 1307 hab/km².